# Gīr Maḩalleh
Gīr Maḩalleh (persiska: Gīl Maḩalleh, گیل محله, گیر محله) är en ort i Iran.   Den ligger i provinsen Mazandaran, i den norra delen av landet, 130 km norr om huvudstaden Teheran. Antalet invånare är 248.
Terrängen runt Gīr Maḩalleh är platt åt nordost, men åt sydväst är den kuperad. Runt Gīr Maḩalleh är det ganska tätbefolkat, med 116 invånare per kvadratkilometer. Närmaste större samhälle är Tonekābon, 5,2 km nordväst om Gīr Maḩalleh. Trakten runt Gīr Maḩalleh består till största delen av jordbruksmark.